# 캄보디아 내전
캄보디아 내전( - 內戰, 크메르어: សង្គ្រាមស៊ីវិលកម្ពុជា, 영어: Cambodian Civil War)은 크메르 루주 등 베트남의 지원을 받는 공산군과 미국의 지원을 받은 론 놀의 크메르 공화국 정부군 간의 내전과 더불어 4파 합동 정권이 통일할 때까지, 20세기 후반에 계속된 캄보디아의 내전 상태를 말한다.

## 배경
캄보디아는 1949년에 프랑스령 인도차이나로부터의 독립을 인정받아 노로돔 시아누크 국왕에 의해서 통치되고 있었지만, 왕제에 대항하는 국내 파벌 간의 다툼으로 인해 국내에는 불안정 요소를 안고 있었다. 1960년대 중반까지 유지되어 있던 왕의 미묘한 조정책은 실패로 끝난다.
캄보디아 영역 내의 북 베트남군 및 남베트남 해방민족전선(베트콩)의 대규모 보급 기지의 존재, 공산군에 대한 보급양륙항으로서의 사용, 은밀한 정보 수집, 사보타주 및 남베트남군과 미군에 의한 영공 비행은 캄보디아의 내키지 않은 중립을 선택하게 했다.
그러나 1965년 2월에 미국이 북 베트남의 공습을 단행(→베트남 전쟁)하면서, 시아누크 정부는 대미 단교를 단행해, 남베트남 해방민족전선의 거점이 되었다. 미국은 인도차이나 안정과 전쟁의 수행을 위해서, 캄보디아에 친미적인 정권을 수립할 필요가 있었다.

### 론 놀의 친미 쿠데타
1970년 3월 18일의 아침, 시아누크 국왕이 모스크바와 베이징에 방문 도중, 하원이 갑자기 소집되어 국가원수로서의 시아누크의 하야를 만장일치로 가결했다. 주동자이던 론 놀 장군은 비상시 권력이 주어져 수상이 되어, 10월에 크메르 공화국의 수립을 선언했다. 한편, 시아누크의 사촌형제 시리크 마타크는 대리의 수상으로서의 그의 지위를 보관 유지했다. 론 놀의 수상 취임식 때, 미군은 하늘로부터 시아누크를 비판하는 삐라를 뿌리는 등 론 놀을 지원하였다. 신정부는 미국이 보증하는 형태로 권력이양의 유효성을 강조해, 많은 외국 정부의 승인을 받게 되었다.
쿠데타의 몇 일 후, 시아누크 국왕이 베이징에서 론 놀에 저항을 호소하면서, 거기에 답하는 데모와 폭동이 나라의 도처에서 발생했다. 3월 29일에는 약 40,000명의 농민이 시아누크의 복권을 요구하는 데모 행진을 벌였지만, 군대와 충돌해 많은 사상자가 나왔다. 론 놀은 다음 달인 4월 미군에 자국에의 침공을 허가해, 농촌 지역 곳곳에 공습을 실행하였다. 이것은 베트남 전쟁의 호치민 루트를 분쇄하기 위한 목적이었지만, 수 십만 명의 농민이 희생이 되었고, 공산주의 세력인 크메르 루주의 급격한 성장을 불러왔다. 또 론 놀은 격렬한 반베트남 캠페인을 실시해, 남베트남 해방민족전선의 지원이 의심되는 캄보디아에 거주하는 베트남계 주민을 박해, 학살하였다. 플라스틱 소토, 네아크루, 타케오 등지의 강제수용소에서는 베트남계 주민이 집단 학살을 당했다. 이 때문에, 시아누크 시대에 50만명이던 재캄보디아 베트남인 중 20만명이 1970년 한 해 동안에 베트남에 집단 귀환하는 사태가 발생하였다.
한편, 중국에 머물러 있던 시아누크를 도와 캄보디아로 귀국을 하게 한 것은, 모택동주의에 심취한 폴 포트 등이 지휘하는 크메르 루주였다. 10월, 폴 포트는 시아누크를 옹립해, 론 놀 정권과의 사이에서 내전이 발발했다.

### 크메르 루주의 지배
1972년 1월, 미국은 론 놀 정권 지원을 위해서 남 베트남 파견군의 일부를 캄보디아에 침공시켜, 이 내전에 직접 개입했다. 미국의 침공으로 인해 베트남 전쟁은 인도차이나 전쟁으로 확대되었다. 론 놀은 10월에 군사 독재체제를 선언하고, 다음 달 1972년 3월에는 독재적 권력을 가진 대통령제 신헌법을 공포했다.
그러나 중국으로부터의 지원을 받은 크메르 루주는 정부군과 전투를 계속해 나갔으며, 1973년에 미군이 베트남으로부터 철수하면서 론 놀을 따라잡을 수 있었다. 결국 1975년 4월, 론 놀은 하와이로 망명하였다. 이웃 나라 베트남에서는 사이공이 함락되면서, 베트남 전쟁이 끝나게 되었다. 이후, 크메르 루주가 수도 프놈펜에 입성하였고, 1976년 1월에 〈캄보디아 민주헌법〉을 공포하여, 국명을 민주 캄푸챠로 개칭했다.
프놈펜 함락 후, 크메르 루주는 "도시 주민의 양식은 도시 주민 자신이 경작한다."라고 선언하고, 도시에 거주하는 주민, 자본가, 기술자, 학자, 지식인 등의 모든 재산과 신분을 박탈하고 교외의 농촌으로 강제 집단이주를 단행했다. 그들은 농민으로서 농업에 강제 부역하였고, 거의 대부분 반란을 일으킬 가능성이 있다는 이유로 처형되었다. 반란의 주모자가 될 가능성이 있는 크메르 루주 내부의 간부도 살해당했다. 혁명의 성공을 기뻐하면서 나라의 발전을 위해 귀국한 유학생이나 자본가도 모두 살해당했다. 또 아이는 부모로부터 갈라놓고 집단 생활을 시켜, 어릴 때부터 농촌이나 공장에서 노동이나 군복무를 강요했다. 폴 포트 시대의 기아와 학살에 의한 사망자는 70만~300만명이라고도 알려져 있지만, 캄보디아에서는 1968년을 마지막으로 국세조사는 행해지지 않았고, 게다가 폴 포트 이전의 내전이나 공습에 의한 희생이나 인구의 난민화에 의해, 집계할 수 있는 인구통계가 미비했기 때문에 정확한 희생자수를 추정하기 어렵다.
크메르 루주 통치 하의 잔학행위에 관한 가장 초기의 기술 중 하나는, 사린에 의해서 1973년에 쓰여졌다. 그는 크메르 루주의 간부였지만 폴 포트 및 민주 캄프챠에 환멸을 느껴 당을 떠나, 9개월 후에 몰래 프놈펜으로 돌아왔다. 그의 저서 《크메르의 영혼에 대한 후회》(Sranaoh Pralung Khmer)는 크메르 루주가 존재를 비밀로 한 상부 기구, 중앙위원회를 분명히 밝혔다.

## 베트남의 개입
1978년 1월부터, 폴 포트는 베트남 영내의 농촌에 공격을 단행함으로써 베트남과의 단교를 선언했다. 당시 중-소 갈등이 심화되어 대립 관계가 되었는데, 베트남은 소련과 관계를 강화하고 있었고, 중국과 관계가 깊은 폴 포트 정권과 대립할 수 밖에 없는 상황이었다. 1978년 5월, 반란이 의심되는 베트남과 접경하는 동부군 관할구역의 크메르 루주 간부, 병사 등이 남서군 관할구역의 폴포트 파로부터 공격을 받아 내분에 빠졌다. 그 결과 동부군 관할구역의 장병이 대량 처형되었고, 동부지구 난민이 베트남으로 대량으로 유입되었다. 베트남은 캄보디아 난민으로 캄프챠 구국민족통일전선(KNUFNS)으로 조직하고, 헹 삼린을 수상으로 내세웠다. 타도 폴 포트의 기치를 내걸고 KNUFNS를 앞장 세워 민주 캄푸챠 영내로 침공을 단행했다. 베트남 침공군의 주력이 된 것은 전 베트콩 병사와 구사이공 정권의 군대였으며, 전투에 능한 병사들이었다. 이때 사용된 대량의 군수물자는 북 베트남군이 남부를 제압하기 위해 은밀하게 비축하고 있던 것과 미군과 구사이공 정권이 남긴 것이 투입되어 남부 베트남의 독자적 군사력을 상쇄시키려는 목적도 있었다.
1979년 1월, 베트남군이 프놈펜을 공략하자 크메르 루주 체제는 붕괴되었다. 베트남군은 폴 포트 일파를 태국 국경 근처의 산악 지역까지 쫓아내었다. 그리고 친베트남계의 헹 삼린 정권이 수립되었지만, 베트남군은 밀림 깊숙히 숨은 폴포트파의 게릴라 활동에 시달리며, 내전의 수렁에 빠졌다.
이듬 해 2월에는 중국군이 캄보디아 침공의 보복으로 베트남을 공격했다.(중월전쟁) 그러나 베트남군은 전쟁 경험이 풍부했고, 사기와 숙련도도 높았다. 소련으로부터 받은 군사 원조와 미군이 버리고 간 대량의 병기를 가진 베트남군은 중국군을 격파하였고, 3월에는 중국군을 국경 밖으로 물리쳤다.
그 후 크메르 루주와 시아누크 국왕파, 론 놀파의 세 계파는 연합하여, 베트남군과 헹 삼린군과의 내전이 계속되었다. 프놈펜을 지배하던 헹 삼린은 베트남의 괴뢰정권이 되었고, 이후 베트남군의 장기간 주둔은 베트남을 적대하던 국가로부터 비난을 받게 되었다.
1982년 2월, 반격을 도모하던 반베트남 3파는 베이징에서 회담을 열었고, 7월에는 반베트남 3파의 연합정부를 구성하고 민주 캄보디아가 성립되어, 캄보디아는 완전히 양분되었다. 한편, 1983년 2월에 열린 인도차이나 3국 정상회담에서는, 베트남군의 부분적 철수가 결의되었지만, 베트남은 결의안을 따르지 않고, 3월에 폴 포트파의 거점을 공격했다. 1984년 7월의 동남아시아 국가연합(ASEAN) 외상 회담에서는 베트남 주둔군을 비판하는 공동선언을 채택했다. 그러나 베트남군은 내전에 계속 개입하며, 1985년 1월에 대공세로 반베트남 3파의 민주 캄보디아의 거점인 말레이 산을 공략하였고, 3월에는 시아누크 국왕파의 거점을 제압하자 민주 캄보디아 정부의 군사력은 거의 괴멸되었다.

## 평화
1986년 7월, 공산주의 베트남을 이끌던 레 두안 서기장이 사망했다. 새롭게 정권의 자리를 물려받은 후계자 츄 온 틴 서기장은 소련의 페레스트로이카를 모방하여, 그때까지 경직된 사회주의 체제로부터의 탈피를 시도하게 된다. 12월에 〈도이모이 노선〉을 채택하면서, 경제개방과 국제협력 노선으로 전환하였다. 또 츄 온 틴은 차례 차례로 정부 수뇌부 교체를 단행하여, 새로운 체제의 기반을 확립했다. 1988년 6월, 베트남은 동남아시아 오랜 세월의 골치거리였던 캄보디아 주둔군 철수를 시작하여, 다음 해 1989년 9월에 철수를 끝냈다. 그 결과 베트남이라는 배경을 잃어버린 훈센 정권은 세력이 약화되었고, 완전한 강자가 없어진 캄보디아는 국제사회에 의해 평화공존의 길을 찾게 된다.
1990년 6월, 일본의 도쿄에서 《캄보디아 평화 도쿄회의》를 개최하였다. 다음해 1991년 10월, 프랑스의 파리에서 〈캄보디아 평화 파리 국제 회의〉를 개최하였고, 국내 4파에 의한 최종 합의문을 이끌어 내어 20년에 걸친 캄보디아 내전이 끝나게 되었다.
1992년 3월, 유엔에 의한 ‘유엔 캄보디아 잠정 통치기구’(UNTAC)가 평화유지 활동을 시작했다. 1993년 4월부터 6월까지 유엔의 감시 하에서 총선거가 실시되었다. 9월에 제헌의회가 신헌법을 공포하고, 입헌군주제를 채택하면서, 시아누크가 국왕에 다시 즉위를 하게 되었다. 1994년에 쿠데타 미수 사건이 발생했지만, 이것을 마지막으로 캄보디아 국내는 대체로 안정을 되찾았다. 1998년 4월에는 변경의 폴 포트파 지배 지역에서 폴 포트가 사망하면서, 이 땅도 안정권에 접어들었다.

## 같이 보기
- 캄보디아의 역사
- 론 놀
- 폴 포트
- 킬링필드
- 킬링필드 (영화)
- 그들이 아버지를 죽였다
- 중국-베트남 전쟁 (1979년 2월 17일)